# Gerbépal
Gerbépal település Franciaországban, Vosges megyében. Lakosainak száma 537 fő (2022. január 1.). Gerbépal Xonrupt-Longemer, Anould, Arrentès-de-Corcieux, Ban-sur-Meurthe-Clefcy, Corcieux és Gérardmer községekkel határos.

## Népesség
A település népességének változása:
| Lakosok száma | 576  | 583  | 598  | 589  | 595  | 601  | 580  | 558  | 537  |
|               | 2013 | 2015 | 2016 | 2017 | 2018 | 2019 | 2020 | 2021 | 2022 |